# Olympische Jugend-Winterspiele 2024/Teilnehmer (China)
| Gelbes Symbol für Goldmedaillen mit stilisierten Olympischen Ringen | Graues Symbol für Silbermedaillen mit stilisierten Olympischen Ringen | Braundes Symbol für Bronzemedaillen mit stilisierten Olympischen Ringen |
| ------------------------------------------------------------------- | --------------------------------------------------------------------- | ----------------------------------------------------------------------- |
| 6                                                                   | 9                                                                     | 3                                                                       |

Die Volksrepublik China nahm an den Olympischen Jugend-Winterspielen 2024 in der südkoreanischen Provinz Gangwon mit 55 Athleten (35 Frauen, 20 Männer) teil.

## Medaillen

### Medaillenspiegel
| Rang   | Sportart         | Gold | Silber | Bronze | Gesamt |
| ------ | ---------------- | ---- | ------ | ------ | ------ |
| 1      | Shorttrack       | 4    | 4      | —      | 8      |
| 2      | Eisschnelllauf   | 1    | 3      | 1      | 5      |
| 3      | Freestyle-Skiing | 1    | 2      | —      | 3      |
| 4      | Bob              | —    | —      | 1      | 1      |
| 4      | Eishockey        | —    | —      | 1      | 1      |
| Gesamt | Gesamt           | 6    | 9      | 3      | 18     |

### Medaillengewinner
| Name/n | Sportart         | Wettkampf     |
| --- | ---------------- | ------------- |
| Gold |                  |               |
| Zhang Xinzhe | Shorttrack       | 1000 m        |
| Li Jingi | Shorttrack       | 1000 m        |
| Yang Jingru | Shorttrack       | 1500 m        |
| Li Jingi Yang Jingru Zhang Baihao Zhang Xinzhe                                                                                                | Shorttrack       | Mixed Staffel |
| Pan Baoshuo Liu Yunqi | Eisschnelllauf   | Mixed Staffel |
| Liu Yishan | Freestyle-Skiing | Halfpipe      |
| Silber |                  |               |
| Zhang Xinzhe | Shorttrack       | 500 m         |
| Yang Jingru | Shorttrack       | 1000 m        |
| Li Jingi | Shorttrack       | 1000 m        |
| Zhang Xinzhe | Shorttrack       | 1500 m        |
| Liu Yunqi | Eisschnelllauf   | 1500 m        |
| Pan Baoshuo | Eisschnelllauf   | 1500 m        |
| Han Linshan | Freestyle-Skiing | Slopestyle    |
| Pan Baoshuo | Eisschnelllauf   | Massenstart   |
| Chen Zihan | Freestyle-Skiing | Halfpipe      |
| Bronze |                  |               |
| Chi Xiangyu | Bob              | Monobob       |
| Ju Sihan Xin Yufei Bi Lan Kou Chenfei Li Xinyi Li Yifei Wang Bingxin Zhang Anna Li Jinnuo Zhang Jingyue Wang Jinghan Tian Xueying Zhao Guiyun | Eishockey        | 3×3 Frauen    |
| Liu Yunqi | Eisschnelllauf   | Massenstart   |

## Teilnehmer nach Sportart

### Bob
| Athleten    | Lauf 1  | Lauf 1 | Lauf 2  | Lauf 2 | Gesamt      | Gesamt |
| Athleten    | Zeit    | Rang   | Zeit    | Rang   | Zeit        | Rang   |
| ----------- | ------- | ------ | ------- | ------ | ----------- | ------ |
| Männer      |         |        |         |        |             |        |
| Chi Xiangyu | 55,45 s | 8      | 54,73 s | 1      | 1:50,18 min | Bronze |

### Curling
| Wettbewerb      | Mixed Team                                                                                         | Mixed Doppel                                                      |
| --------------- | -------------------------------------------------------------------------------------------------- | ----------------------------------------------------------------- |
| Athleten        | Li Zetai Chen Zaoxue Zhang Minghang Gao Ya                                                         | Gong Changyuting Xu Bokang                                        |
| Vorrunde        | Türkei 6:2 Japan 7:6 Neuseeland 9:1 Norwegen 11:4 Schweden 4:5 Nigeria 22:2 Vereinigte Staaten 6:5 | Japan 7:5 Lettland 8:5 Brasilien 10:3 Türkei 13:4 Neuseeland 12:4 |
| Viertelfinale   | –                                                                                                  | Schweden 6:9                                                      |
| Halbfinale      | Dänemark 6:4                                                                                       | ausgeschieden                                                     |
| Spiel um Bronze | Schweiz 8:10                                                                                       | ausgeschieden                                                     |
| Rang            | 4                                                                                                  | 5                                                                 |

### Eishockey
| Wettbewerb      | 3×3 Frauen |
| --------------- | --- |
| Athleten        | Ju Sihan Xin Yufei Bi Lan Kou Chenfei Li Xinyi Li Yifei Wang Bingxin Zhang Anna Li Jinnuo Zhang Jingyue Wang Jinghan Tian Xueying Zhao Guiyun |
| Vorrunde        | Südkorea (6:3) Italien (4:3) Ungarn (3:13) Niederlande (17:0) Türkei (9:2) Mexiko (20:1) Australien (11:3)                                    |
| Halbfinale      | Südkorea (4:6) |
| Spiel um Bronze | Italien (8:7) |
| Rang            | Bronze |

### Eiskunstlauf
| Athleten                                     | Wettbewerb     | Kurzprogramm/-tanz | Kurzprogramm/-tanz | Kür/Kürtanz | Kür/Kürtanz | Gesamt | Gesamt |
| Athleten                                     | Wettbewerb     | Punkte             | Rang               | Punkte      | Rang        | Punkte | Rang   |
| -------------------------------------------- | -------------- | ------------------ | ------------------ | ----------- | ----------- | ------ | ------ |
| Frauen                                       |                |                    |                    |             |             |        |        |
| Gao Shiqi                                    | Einzel         | 60,28              | 5                  | 108,13      | 8           | 168,41 | 7      |
| Männer                                       |                |                    |                    |             |             |        |        |
| Tian Tonghe                                  | Einzel         | 67,08              | 5                  | 112,24      | 11          | 179,32 | 8      |
| Mixed                                        |                |                    |                    |             |             |        |        |
| Liu Tong Ge Quanshuo                         | Eistanz        | 50,92              | 6                  | 75,58       | 6           | 126,50 | 7      |
| Tian Tonghe Gao Shiqi Liu Tong / Ge Quanshuo | Teamwettbewerb | —                  | —                  | —           | —           | 8      | 4      |

### Eisschnelllauf
| Athleten      | Wettbewerb | Zeit        | Rang   |
| ------------- | ---------- | ----------- | ------ |
| Frauen        |            |             |        |
| Zhang Shaohan | 500 m      | 40,35 s     | 05     |
| Zhang Shaohan | 1500 m     | 2:09,00 min | 10     |
| Liu Yunqi     | 500 m      | 40,10 s     | 04     |
| Liu Yunqi     | 1500 m     | 2:03,29 min | Silber |
| Männer        |            |             |        |
| Pan Baoshuo   | 500 m      | 37,64 s     | 10     |
| Pan Baoshuo   | 1500 m     | 1:52,84 min | Silber |
| Zhang Wanli   | 500 m      | 37,509 s    | 09     |
| Zhang Wanli   | 1500 m     | 1:56,34 min | 11     |

| Athleten              | Wettbewerb  | Halbfinale  | Halbfinale | Finale      | Finale | Rang   |
| Athleten              | Wettbewerb  | Zeit        | Rang       | Zeit        | Rang   | Rang   |
| --------------------- | ----------- | ----------- | ---------- | ----------- | ------ | ------ |
| Frauen                |             |             |            |             |        |        |
| Zhang Shaohan         | Massenstart | 5:59,21 min | 4          | 5:54,99 min | 5      | 5      |
| Liu Yunqi             | Massenstart | 6:23,63 min | 2          | 5:54,49 min | 3      | Bronze |
| Männer                |             |             |            |             |        |        |
| Pan Baoshuo           | Massenstart | 6:26,84 min | 5          | 5:30,12 min | 2      | Silber |
| Zhang Wanli           | Massenstart | 5:42,36 min | 5          | 5:50,53 min | 5      | 5      |
| Mixed                 |             |             |            |             |        |        |
| Pan Baoshuo Liu Yunqi | Staffel     | 3:08,31 min | 3          | 3:11,74 min | 1      | Gold   |

### Freestyle-Skiing
| Athleten     | Wettbewerb | Qualifikation | Qualifikation | Finale | Finale | Rang   |
| Athleten     | Wettbewerb | Punkte        | Rang          | Punkte | Rang   | Rang   |
| ------------ | ---------- | ------------- | ------------- | ------ | ------ | ------ |
| Frauen       |            |               |               |        |        |        |
| Chen Zihan   | Halfpipe   | 89,00         | 1             | 83,75  | 2      | Silber |
| Han Linshan  | Big Air    | 73,50         | 5             | 133,25 | 6      | 6      |
| Han Linshan  | Slopestyle | 68,00         | 7             | 81,50  | 2      | Silber |
| Liu Yishan   | Halfpipe   | 86,75         | 2             | 92,25  | 1      | Gold   |
| Xiao Siyu    | Big Air    | 77,00         | 3             | 159,75 | 4      | 4      |
| Xiao Siyu    | Slopestyle | 62,25         | 9             | 68,50  | 4      | 4      |
| Männer       |            |               |               |        |        |        |
| Li Hongzu    | Halfpipe   | 60,75         | 8             | 65,25  | 8      | 8      |
| Su Shuaibing | Halfpipe   | 75,25         | 3             | 82,00  | 4      | 4      |

| Athleten           | Wettbewerb             | Gruppenphase | Gruppenphase | Achtelfinale | Achtelfinale | Achtelfinale | Viertelfinale | Viertelfinale | Viertelfinale | Halbfinale    | Halbfinale    | Halbfinale    | Finale/Kleines Finale | Finale/Kleines Finale | Finale/Kleines Finale | Rang |
| Athleten           | Wettbewerb             | Punkte       | Rang         | Gegner       | Punkte       | Rang         | Gegner        | Punkte        | Rang          | Gegner        | Punkte        | Rang          | Gegner                | Punkte                | Rang                  | Rang |
| ------------------ | ---------------------- | ------------ | ------------ | ------------ | ------------ | ------------ | ------------- | ------------- | ------------- | ------------- | ------------- | ------------- | --------------------- | --------------------- | --------------------- | ---- |
| Frauen             |                        |              |              |              |              |              |               |               |               |               |               |               |                       |                       |                       |      |
| Li Ruilin          | Dual Moguls            | 10           | 9            | —            | —            | —            | —             | —             | —             | ausgeschieden | ausgeschieden | ausgeschieden | ausgeschieden         | ausgeschieden         | ausgeschieden         | 9    |
| Männer             |                        |              |              |              |              |              |               |               |               |               |               |               |                       |                       |                       |      |
| Long Hao           | Dual Moguls            | 5            | 11           | —            | —            | —            | —             | —             | —             | ausgeschieden | ausgeschieden | ausgeschieden | ausgeschieden         | ausgeschieden         | ausgeschieden         | 11   |
| Mixed              |                        |              |              |              |              |              |               |               |               |               |               |               |                       |                       |                       |      |
| Li Ruilin Long Hao | Mixed Team Dual Moguls | —            | —            | Moon / Kim   | 34           | 2            | ausgeschieden | ausgeschieden | ausgeschieden | ausgeschieden | ausgeschieden | ausgeschieden | ausgeschieden         | ausgeschieden         | ausgeschieden         | 9    |

### Rennrodeln
| Athleten     | Wettbewerb | Lauf 1   | Lauf 1 | Lauf 2   | Lauf 2 | Gesamt       | Gesamt |
| Athleten     | Wettbewerb | Zeit     | Rang   | Zeit     | Rang   | Zeit         | Rang   |
| ------------ | ---------- | -------- | ------ | -------- | ------ | ------------ | ------ |
| Frauen       |            |          |        |          |        |              |        |
| Xin Lihui    | Einsitzer  | 49,283 s | 14     | 49,344 s | 14     | 1:38,627 min | 14     |
| Männer       |            |          |        |          |        |              |        |
| Wang Qingxiu | Einsitzer  | 48,169 s | 17     | 48,572 s | 19     | 1:36,741 min | 19     |

### Shorttrack
| Athleten                                       | Wettbewerb | Vorläufe     | Vorläufe | Viertelfinale | Viertelfinale | Halbfinale    | Halbfinale    | Finale A/B            | Finale A/B    | Rang          |
| Athleten                                       | Wettbewerb | Zeit         | Rang     | Zeit          | Rang          | Zeit          | Rang          | Zeit                  | Rang          | Rang          |
| ---------------------------------------------- | ---------- | ------------ | -------- | ------------- | ------------- | ------------- | ------------- | --------------------- | ------------- | ------------- |
| Frauen                                         |            |              |          |               |               |               |               |                       |               |               |
| Li Jingi                                       | 500 m      | 45,287 s     | 1        | 44,878 s      | 2             | 44,501 s      | 4             | B-Finale:45,888 s     | 2             | 7             |
| Li Jingi                                       | 1000 m     | 1:35,908 min | 1        | 1:36,258 min  | 1             | 1:32,783 min  | 1             | A-Finale:1:40,803 min | 1             | Gold          |
| Li Jingi                                       | 1500 m     | —            | —        | 2:40,035 min  | 2             | 2:27,079 min  | 2             | A-Finale:2:41,543 min | 2             | Silber        |
| Yang Jingru                                    | 500 m      | 45,444 s     | 1        | 44,975 s      | 3             | ausgeschieden | ausgeschieden | ausgeschieden         | ausgeschieden | ausgeschieden |
| Yang Jingru                                    | 1000 m     | 1:37,155 min | 1        | 1:33,558 min  | 1             | 1:32,344 min  | 1             | A-Finale:1:40,996 min | 2             | Silber        |
| Yang Jingru                                    | 1500 m     | —            | —        | 2:40,098 min  | 3             | 2:25,980 min  | 1             | A-Finale:2:33,148 min | 1             | Gold          |
| Männer                                         |            |              |          |               |               |               |               |                       |               |               |
| Zhang Baihao                                   | 500 m      | 42,688 s     | 1        | 41,141 s      | 2             | 41,464 s      | 2             | A-Finale:45,685 s     | 4             | 4             |
| Zhang Baihao                                   | 1000 m     | 1:32,421 min | 1        | 1:29,750 min  | 1             | 1:26,473 min  | 2             | A-Finale: PEN         | A-Finale: PEN | 5             |
| Zhang Baihao                                   | 1500 m     | —            | —        | 2:22,677 min  | 1             | 2:35,697 min  | 1             | A-Finale:2:22,191 min | 5             | 5             |
| Zhang Xinzhe                                   | 500 m      | 42,189 s     | 1        | 41,901 s      | 1             | 41,775 s      | 2             | A-Finale:41,755 s     | 2             | Silber        |
| Zhang Xinzhe                                   | 1000 m     | 1:34,407 min | 1        | 1:27,738 min  | 1             | 1:26,373 min  | 1             | A-Finale:1:26,257 min | 1             | Gold          |
| Zhang Xinzhe                                   | 1500 m     | —            | —        | 2:20,170 min  | 1             | 2:21,977 min  | 2             | A-Finale:2:22,095 min | 2             | Silber        |
| Mixed                                          |            |              |          |               |               |               |               |                       |               |               |
| Li Jingi Yang Jingru Zhang Baihao Zhang Xinzhe | Staffel    | —            | —        | —             | —             | 2:46,403 min  | 1             | A-Finale:2:46,516 min | 1             | Gold          |

### Skeleton
| Athleten    | Lauf 1      | Lauf 1 | Lauf 2  | Lauf 2 | Gesamt      | Gesamt |
| Athleten    | Zeit        | Rang   | Zeit    | Rang   | Zeit        | Rang   |
| ----------- | ----------- | ------ | ------- | ------ | ----------- | ------ |
| Frauen      |             |        |         |        |             |        |
| Liang Yuxin | 1:01,06 min | 17     | 55,47 s | 8      | 1:56,53 min | 15     |

### Ski Alpin
| Athleten      | Wettbewerb         | Lauf 1      | Lauf 1 | Lauf 2      | Lauf 2 | Gesamt      | Gesamt |
| Athleten      | Wettbewerb         | Zeit        | Rang   | Zeit        | Rang   | Zeit        | Rang   |
| ------------- | ------------------ | ----------- | ------ | ----------- | ------ | ----------- | ------ |
| Frauen        |                    |             |        |             |        |             |        |
| Zhang Guiyuan | Super-G            | —           | —      | —           | —      | 1,01,66 min | 45     |
| Zhang Guiyuan | Alpine Kombination | 1:03,44 min | 48     | 1:06,03 min | 35     | 2:09,47 min | 35     |
| Zhang Guiyuan | Riesenslalom       | 1:00,46 min | 44     | 1:03,55 min | 35     | 2:04,01 min | 35     |
| Zhang Guiyuan | Slalom             | 1:03,10 min | 52     | 1:00,31 min | 38     | 2:03,41 min | 37     |
| Wang Ning     | Super-G            | —           | —      | —           | —      | 1:02,27 min | 47     |
| Wang Ning     | Alpine Kombination | 1:04,22 min | 49     | 1:08,51 min | 35     | 2:12,73 min | 36     |
| Wang Ning     | Riesenslalom       | 1:00,21 min | 43     | 1:04,50 min | 36     | 2:04,71 min | 36     |
| Wang Ning     | Slalom             | 1:04,46 min | 53     | 1:01,49 min | 39     | 2:05,95 min | 39     |
| Männer        |                    |             |        |             |        |             |        |
| Wang Shuai    | Super-G            | —           | —      | —           | —      | 1:03,55 min | 49     |
| Wang Shuai    | Alpine Kombination | 1:02,72 min | 50     | 1:10,99 min | 36     | 2:13,71 min | 36     |
| Wang Shuai    | Riesenslalom       | 59,33 s     | 56     | 54,38 s     | 42     | 1:53,71 min | 41     |
| Wang Shuai    | Slalom             | 57,80 s     | 56     | DSQ         | DSQ    | DSQ         | DSQ    |

### Skispringen
| Athleten                                           | Wettbewerb               | 1. Durchgang               | 1. Durchgang | 1. Durchgang | 2. Durchgang                | 2. Durchgang | 2. Durchgang | Gesamt | Gesamt |
| Athleten                                           | Wettbewerb               | Weite                      | Punkte       | Rang         | Weite                       | Punkte       | Rang         | Punkte | Rang   |
| -------------------------------------------------- | ------------------------ | -------------------------- | ------------ | ------------ | --------------------------- | ------------ | ------------ | ------ | ------ |
| Frauen                                             |                          |                            |              |              |                             |              |              |        |        |
| Tang Jiahong                                       | Normalschanze            | 73,0 m                     | 42,3         | 21           | 67,0 m                      | 33,7         | 25           | 76,0   | 23     |
| Weng Yangning                                      | Normalschanze            | 96,5 m                     | 88,9         | 7            | 92,5 m                      | 76,5         | 11           | 165,4  | 11     |
| Männer                                             |                          |                            |              |              |                             |              |              |        |        |
| Ren Haoran                                         | Normalschanze            | 91,5 m                     | 77,9         | 20           | 77,5 m                      | 52,2         | 31           | 130,1  | 27     |
| Zheng Pengbo                                       | Normalschanze            | 90,5 m                     | 81,7         | 18           | 76,5 m                      | 46,2         | 36           | 127,9  | 29     |
| Mixed                                              |                          |                            |              |              |                             |              |              |        |        |
| Tang Jiahong Ren Haoran Weng Yangning Zheng Pengbo | Normalschanze Mannschaft | 70, m 88,0 m 90,5 m 85,5 m | 263,3        | 12           | 64,5 m 80,0 m 93,5 m 91,0 m | 279,9        | 12           | 543,2  | 12     |

### Snowboard
| Athleten      | Wettbewerb | Qualifikation | Qualifikation | Finale        | Finale        | Rang |
| Athleten      | Wettbewerb | Punkte        | Rang          | Punkte        | Rang          | Rang |
| ------------- | ---------- | ------------- | ------------- | ------------- | ------------- | ---- |
| Frauen        |            |               |               |               |               |      |
| Ai Yanyi      | Halfpipe   | 65,50         | 7             | 60,50         | 7             | 7    |
| Zhang Xiaonan | Big Air    | 73,25         | 9             | 141,75        | 8             | 8    |
| Männer        |            |               |               |               |               |      |
| Ge Chunyu     | Big Air    | 81,00         | 8             | 101,75        | 6             | 6    |
| Ge Chunyu     | Slopestyle | 42,50         | 10            | 48,00         | 9             | 9    |
| Ren Chongshuo | Halfpipe   | 58,00         | 10            | 51,25         | 10            | 10   |
| Zhagn Xinhao  | Halfpipe   | 51,50         | 11            | ausgeschieden | ausgeschieden | 11   |